# Angaropsychops sinicus
Angaropsychops sinicus là một loài côn trùng trong họ Psychopsidae thuộc bộ Neuroptera. Loài này được [Author?] miêu tả năm 0000.